# 肖恩·莫瑞 (演員)
肖恩·莫瑞（英語：Sean Harland Murray，1977年11月15日—）是美國演員。莫瑞出演的首部電影是迪士尼電影《女巫也瘋狂》，他在其中飾演Thackery Binx一角。莫瑞已結婚有兩個孩子。